# Urahus
Urahus je jedna od embrionalnih struktura koja se u razvoju embriona proteže od mokraćne bešike do pupka. Normalno, ova struktura, pri kraju embrionalnog razvoja ploda podleže fibrozi i transformiše se i u vidu ligamenta proteže se od mokraćne bešike do pupka, kao središnja pupčana veza (лат. ligamentum umbilicale medianum), a u patološkim stanjima postaje jedna od kongenitalnih anomalija ili bolesti urahusa. 

## Embriologija
Mokraćna bešika se razvija u toku prvih dvanaest nedelja gestacije, iz donjeg dela trbuha, i tada se vezuje za pupak debljom vezom zvanom urahus. U toku intrauterinog rasta mokraćna bešika se u najvećem delu razvija iz ventralnog dela kloake, ovoidnog, slepo zatvorenog špaga u repnom delu embriona. U kloaku se uliva srednje crevo, a od donjeg pola kloake pruža se u repni deo embriona kratak produžetak, ili repno crevo, koji brzo iščezava, kod embriona starosti 32 dana, veličine 5—7 mm.
Ventralno i kranijalno kloaka se nastavlja u alantoidni kanal ili urahus (лат. urachus), koji se pruža kroz pupčani otvor i pupčanu vrpcu (лат. funiculus umbilicalis) van embriona u alantoidni divertukulum, koji služi kao kolektor za mokraću sve do prskanja alantoidne membrane. To zgusnuto tkivo krči put i prema placenti ima krve sudove, a kanal od koga će kasnije nastati creva i tube zvane alantous (allantois). Unutrašnjost alantoisa je vezana sa vrhom rastuće bešike. 
Urahus je ostatak kanala između fetalne bešike i pupka kroz koji fetus normalno luči primarni urin u toku prva 3 meseca trudnoće, sve do prskanja alantoidne membrane. Kanal urahusa normalno gubi lumen, zatvara se i obliteriše oko 12 nedelje intrauterinog razvoja i od njega ostaje mala fibrozna veza izmedju bešike i pupka. Ova debela fibrozna veza, koja spaja vrh mokraćne bešike i pupak u odraslih osoba postaje središnji pupčana veza-ligament (лат. ligamentum umbilicale medianum).

## Anomalije u razvoju urahusa
Anomalije u razvoju urahusa nastaju ako se ovaj kanal između bešike i pupka ne zatvori i obliteriše:

### Otvoreni urahus
Otvoreni urahus koji čini 50% ovih anomalija, javlja se kada se kanal još nije sasvim zatvorio, obliterisao i fibrozirao. 
Uzrokuje isticanje mokraće na pupak i može izazvati infekcije zbog direktne komunikacije sa spoljnom sredinom.

### Fistula urahusa
Fistula urahusa ili fistula ductusa omphaloentericus-a jedna je od anaomalija u razvoju koja nastaje usled perzistencije ovog duktusa koji predstavlja embrionalni spoj creva i žumančane kese. Kod kompletne fistule na spoljnom otvoru se cedi sluzavo – fekulentni sadržaj koji jako macerira kožu oko pupka.

### Cista urahusa
Ukoliko oba kraja urahusa obliterišu, a samo središnji segment ostane otvoren, nastaje cista urahusa. Ona može ići asimptomatski, ili se slučajno otkriva kao infraumbilikalna ili suprapubična masa. Infekcija, sa formiranjem apscesa, najčešće otkriva cistu. Može spontano da se izdrenira na umbilikus  Ruptura u trbuh sa peritonitisom je takođe moguća. Apscedirana cista mora da se izdrenira incizijom. Pošto se infekcija sanira to dovodi obično do definitivnog izlečenja.
U slučaju recidiva ili neinficirane ciste, terapija je ekscizija ciste i celog urahusnog traktusa.

### Urahalni sinus
Urahalni sinus čini oko 15% ovihanomalija Nastaje kada se urahus nije potpuno zatvorio prema pupku, a slepo se završava prema mokraćnosj bešici. Ne mora da daje simptome, ali ako se inficira česta je pojava bola u trbuhu i isticanja sekreta kroz pupčani otvor.

### Divertikulumi mokraćne bešike
Divertikulum mokraćne bešike čini oko 5% ovih anomalija. Nastaju kada se urahus ne zatvori potpuno prema bešici, ali ostaje fibrozna traka koja se slepo završava od bešike prema urahusu i zove se divertikulum bešike. Divertikulum može da prodje asimptomatski ili kao infekcija mokraćnog sistema.

### Maligni tumor urahusa
U 1-2% slucaja javljaju se adeno-karcinomi koji vode poreklo od periprostatnih i periuretralnih žlezda ili urahusa.

## Galerija
- Ultrasonogram urahusa
- Prikaz urahusa na CT snimku
- Urahalni karcinom

## Spoljašnje veze
- „Dečja hirurgija” (PDF). Архивирано из оригинала (PDF) 09. 05. 2021. г. Приступљено 22. 12. 2017.

|  | Molimo Vas, obratite pažnju na važno upozorenje u vezi sa temama iz oblasti medicine (zdravlja). |